# 鹤上站
鹤上站（福州話：/uo˥˧ luɔŋ˨˥˨/）位于中华人民共和国福建省福州市长乐区鹤上镇道庆路与鹤梅线交叉口南侧地下，是福州地铁6号线的地铁车站，于2022年8月28日启用。

## 车站结构
鹤上站呈南北向布置，位于道庆路与鹤梅线交叉口南侧，为地下两层岛式带配线车站：地下一层为站厅层；地下二层为站台层，车站总长度476.25米，是6号线最长的车站，标准段宽度19.7米，站台宽度11米，有效站台长度118米，站厅公共区面积1680平方米，长通道面积544平方米，站台公共区面积1183平方米。
| 地面层   | 出入口                               |  | 出入口               |
| 地下一层 | 站厅                                 |  | 票务服务、自动售票机 |
| 地下二层 | 1                                    |  | 6号线 往潘墩（吴航） |
| 地下二层 | 岛式站台，列车运行方向左侧的车门开启 |  |                      |
| 地下二层 | 2                                    |  | 6号线 往万寿（沙京） |

### 出入口与周边
鹤上站目前开放3个出入口，其中无障碍电梯位于C出入口、卫生间位于A出入口。
| 鹤上站出入口信息            | 鹤上站出入口信息 | 鹤上站出入口信息 | 鹤上站出入口信息 |
| --------------------------- | ---------------- | ---------------- | ---------------- |
|                             |                  |                  |                  |
| 编号                        | 设施             | 位置             | 接驳交通         |
| 出口 · A                    |                  | 车站东北口       | 地铁鹤上站       |
| 出口 · C                    |                  | 车站西南口       |                  |
| 出口 · D · 1                |                  | 车站东南一口     |                  |
| 注： 设有电梯 \| 设有卫生间 |                  |                  |                  |

## 历史
- 2017年5月底，鹤上站开工[3]。
- 2018年12月，鹤上站主体结构封顶。
- 2019年9月20日，鹤上站通过标准化验收[2]。
- 2019年12月12日，鹤上站通过车站设备安装及装饰装修工程首件工程验收[4]。
- 2022年8月26日，鹤上站对外开放试乘[5]。
- 2022年8月28日，鹤上站启用[6]。